# Wilibrard Romański
Wilibrard Jan Romański (ur. 1 grudnia 1886 w Księżpolu, zm. wiosną 1940 w Charkowie) – podpułkownik kawalerii Wojska Polskiego, kawaler Orderu Virtuti Militari, ofiara zbrodni katyńskiej.

## Życiorys
Syn Benona i Scholastyki z Zajączkowskich urodzony 1 grudnia 1886 w Księżpolu, w ówczesnym powiecie biłgorajskim guberni lubelskiej. W 1901, po ukończeniu siedmioklasowej szkoły miejskiej w Lublinie, wstąpił do polskiej Szkoły Technicznej J. Küna w Warszawie. W 1905 złożył egzamin z sześciu klas rządowej szkoły realnej, uzyskał prawo odbycia jednorocznej służby wojskowej i wstąpił do 7 kinburnskiego pułku dragonów na prawach wolontariusza. W latach 1907–1910 pracował jako kontroler akcyzy w Radomiu.
1 sierpnia 1914 jako chorąży rezerwy został zmobilizowany do armii rosyjskiej i wcielony do 4 charkowskiego pułku ułanów. W szeregach tego oddziału walczył podczas I wojny światowej. 14 września?/27 września 1915 rozkazem rosyjskiej 12 Armii został mianowany kornetem ze starszeństwem z 19 lipca?/1 sierpnia 1915. Od 1 grudnia 1917, w stopniu podporucznika, służył w samodzielnym szwadronie polskim przy 2 rezerwowym pułku kawalerii. W 1918, po rozwiązaniu szwadronu, został przez bolszewików zmobilizowany i wcielony do straży granicznej, z której zdezerterował i przez Odessę oraz Rumunię przyjechał do Polski.
19 sierpnia 1919 wstąpił do Wojska Polskiego. Został przydzielony do 4 pułku strzelców konnych na stanowisko dowódcy 5. szwadronu. Na czele tego szwadronu, a później III dywizjonu walczył na wojnie z bolszewikami. 27 sierpnia 1920 został zatwierdzony z dniem 1 kwietnia 1920 w stopniu rotmistrza, w grupie oficerów byłych Korpusów Wschodnich i byłej armii rosyjskiej.
17 marca 1920 dowódca 40 pułku piechoty, major Alojzy Łukawski w uzupełnionym wniosku na odznaczenie Orderem Virtuti Militari napisał:

Rtm. Romański Wilibrad dowodząc dnia 19 lutego szwadronem III/4 psk otrzymał rozkaz przedostać się na tyły bolszewickie i przeciąć linię komunikacyjną Szrubkowo–Zapadyńce. Żądanie to wykonał narażając życie dla dobra Ojczyzny o godz. 7.30. Po półgodzinnym oczekiwaniu placówka zameldowała, że kompania bolszewicka z karabinem maszynowym cofa się w zajmowanym przez szwadron kierunku. Rtm. Romański rozwinął natychmiast szwadron w szyk bojowy (ławy) i rozpoczął szarżę na nieprzyjacielską piechotę, która otworzyła ogień z szyku tyralierskiego i z karabinu maszynowego. Nie zważając na silny ogień nieprzyjacielski, szwadron pod dowództwem rtm. Romańskiego dopadł linii nieprzyjacielskiej i rozpoczęła się walka na białą broń. Po zdobyciu osobiście przez rtm. Romańskiego wraz ze starszym wachmistrzem Nesterowiczem karabinu maszynowego, bolszewicy zaczęli uciekać. Rtm. Romański rzucił się ze szwadronem w pościg i kompanię bolszewicką wyciął doszczętnie, wziąwszy zalewie 20 jeńców i to rannych. Karabin maszynowy i karabiny ręczne całej kompanii pozostały w naszym ręku, a bolszewicy zasłali pole trupami, nikt z kompanii z wyjątkiem wymienionych jeńców, nie uszedł żywcem. Szwadron liczył 42 szable, reszta była jako łącznicy przy grupach piechoty. Straty własne w akcji, 2 konie z tego jeden pod rtm. Romańskim i 2 ludzi lekko rannych.
20 lutego z rozkazu dowódcy 5 Dywizji Piechoty szwadron był przydzielony do I batalionu 40 pp, z którym wspólnie o godz. 14.00 rozpoczął atak na Nowokonstantynów, kryjąc lewe skrzydło batalionu. O godz. 15.00 batalion piechoty pod naporem przeważających sił bolszewickich, którzy obszedłszy prawe skrzydło batalionu od strony wsi Popowce–Kopytyńce, cofał się w nieładzie. Szwadron otrzymał rozkaz od majora Łukawskiego, zatrzymać nieprzyjaciela za wszelką cenę, by dać możność piechocie własnej zebrać się i zająć nową pozycję. Szwadron wyszedłszy ze wsi Rożny na południe, rozwinął się w szyk bojowy i zaatakował lewe skrzydło bolszewickie, składające się mniej więcej z dwóch batalionów i sześciu karabinów maszynowych. Tu znów rtm. Romański, nie zważając na przeważające siły nieprzyjacielskie i na niebezpieczeństwo własnego życia, rzucił się mimo silnego ognia piechoty i karabinów maszynowych ze szwadronem do ataku, wyrąbał lewe skrzydło bolszewików i tym czynem zmusił siły bolszewickie do cofnięcia się poza rzekę Boh, co dało własnej piechocie możność zajęcia starych pozycji, a następnego dnia odbicia Nowokonstantynowa. Siła szwadronu wynosiła 60 szabel, 2 oficerów z tego 2 konie zabite, 6 rannych.

1 października 1920 został przeniesiony na stanowisko dowódcy 212 ochotniczego pułku ułanów. W listopadzie tego roku, w Przemyślu, po scaleniu 212 z 209 ochotniczym pułkiem ułanów w jeden oddział, który otrzymał nazwę „22 pułk ułanów podkarpackich”, objął w nim dowództwo II dywizjonu. Od 2 października 1921 do 1 sierpnia 1922 był słuchaczem kursu dowódców szwadronów w Centralnej Szkole Jazdy w Grudziądzu. W międzyczasie (21 stycznia 1921) awansował na majora. Po ukończeniu kursu wrócił do 22 puł., w którym dowodził kadrą szwadronu zapasowego oraz pełnił funkcję referenta wyszkolenia pułku. 3 maja 1922 został zweryfikowany w stopniu majora ze starszeństwem od 1 czerwca 1919 i 113. lokatą w korpusie oficerów jazdy (od 1924 – kawalerii). Później został przeniesiony do 1 pułku strzelców konnych w Garwolinie. W lutym 1927 został przeniesiony do 9 pułku strzelców konnych w Grajewie na stanowisko dowódcy szwadronu zapasowego w Białymstoku. 12 kwietnia tego roku został mianowany podpułkownikiem ze starszeństwem z dniem 1 stycznia 1927 i 18. lokatą w korpusie oficerów kawalerii. W następnym miesiącu został przeniesiony do 5 pułku strzelców konnych w Tarnowie na stanowisko zastępcy dowódcy pułku. W lipcu 1929 został przeniesiony do kadry oficerów kawalerii z jednoczesnym przeniesieniem służbowym na stanowisko rejonowego inspektora koni w Dubnie. 29 stycznia 1932, w związku z likwidacją dotychczasowego stanowiska, został przeniesiony na stanowisko rejonowego inspektora koni w Bielsku-Białej. Z dniem 31 grudnia 1934 został przeniesiony w stan spoczynku i przydzielony do Oficerskiej Kadry Okręgowej Nr II. W ramach osadnictwa wojskowego otrzymał ziemię w osadzie wojskowej Krzywucha, w gminie Dubno powiatu dubieńskiego województwa wołyńskiego.
Po agresji ZSRR na Polskę w nieznanych okolicznościach dostał się do niewoli sowieckiej i przebywał w obozie w Starobielsku. Wiosną 1940 został zamordowany przez funkcjonariuszy NKWD w Charkowie i pogrzebany w bezimiennej, zbiorowej mogile w Piatichatkach, gdzie od 17 czerwca 2000 mieści się oficjalnie Cmentarz Ofiar Totalitaryzmu w Charkowie. Figuruje na tzw. liście Gajdideja jako Jan Romański s. Benona ur. 1883 (poz. 2832).
Był kawalerem, nie miał dzieci.
5 października 2007 minister obrony narodowej Aleksander Szczygło mianował go pośmiertnie na stopień pułkownika. Awans został ogłoszony 9 listopada 2007 w Warszawie, w trakcie uroczystości „Katyń Pamiętamy – Uczcijmy Pamięć Bohaterów”.

## Ordery i odznaczenia
- Krzyż Srebrny Orderu Wojskowego Virtuti Militari nr 861[30] – 22 lutego 1921[31]
- Medal Pamiątkowy za Wojnę 1918–1921[32]
- Medal Dziesięciolecia Odzyskanej Niepodległości[32]
- Order Świętego Włodzimierza 4 stopnia z mieczami i kokardą – 16 stycznia?/29 stycznia 1916[6]
- Order Świętego Stanisława 2 stopnia z mieczami – 2 czerwca?/15 czerwca 1916[6]
- Order Świętej Anny 3 stopnia z mieczami i kokardą – 30 marca?/12 kwietnia 1916[6]
- Order Świętego Stanisława 3 stopnia z mieczami i kokardą – 20 września?/3 października 1915[6]
- Order Świętej Anny 4 stopnia z napisem „Za odwagę” – 2 września?/15 września 1915[6]